# Спускова сторінка
Спускова сторінка — перша сторінка книги або її розділу чи частини, яка заверстується із спуском, тобто з відступом у верхній частині сторінки.

## Загальні правила щодо спускових сторінок
- Розміри спусків у кожному видавництві визначаються видавництвом чи видавничою організацією. Звичайний розмір спуску — близько 1/4 висоти сторінки складання, рахуючи від її верху до першого рядка тексту.

- Всі елементи оформлення книги — заставки, лінійки, виступаючі буквиці, заголовки чи система заголовків на спусковій сторінці входять у розмір спуску.

- За технічними правилами верстання розміри спуску в межах одного видання повинні обов'язково бути однаковими.

- При верхньому розміщенні колонтитулів і колонцифр, останні на спускових сторінках не ставляться.

## Варіанти верстання спускової сторінки
- Відкритий спуск — чистий простір, утворений внаслідок того, що початкова сторінка коротша за всі інші.

Візуально створює паузу, сигналізуючи про початок тексту чи нової її частини.
- Використання ініціалу — заголовної літери першого слова текстової сторінки, збільшеної порівняно з іншими заголовними літерами видання.

За рахунок збільшення заголовної літери відповідно збільшується спуск.
- Збільшення зовнішнього чи внутрішнього поля сторінки можливе внаслідок зменшення ширини початкової сторінки порівняно з рештою сторінок, відповідно до композиційно-конструктивних особливостей задуму оформлення.

- Збільшення ширини сторінки складання щодо решти сторінок за рахунок бічного поля.